# Gumpoldskirchen
Gumpoldskirchen osztrák mezőváros Alsó-Ausztria Mödlingi járásában. 2022 januárjában 3968 lakosa volt. 

## Elhelyezkedése

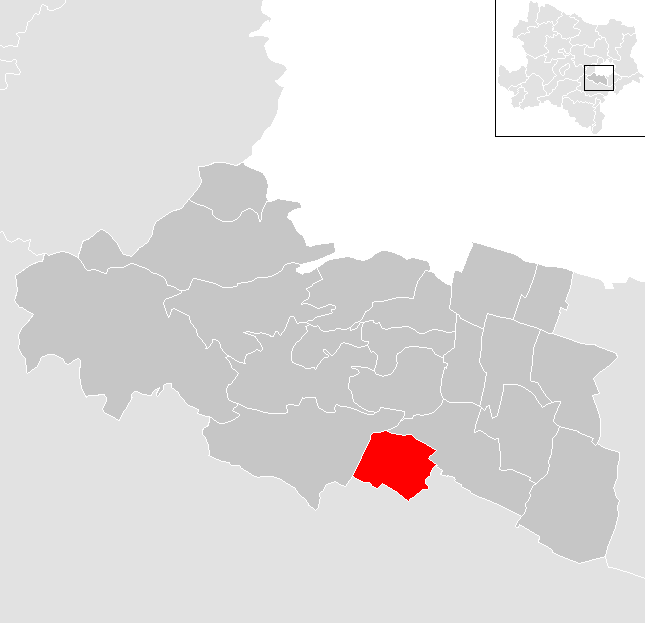
Gumpoldskirchen a Mödlingi járásban

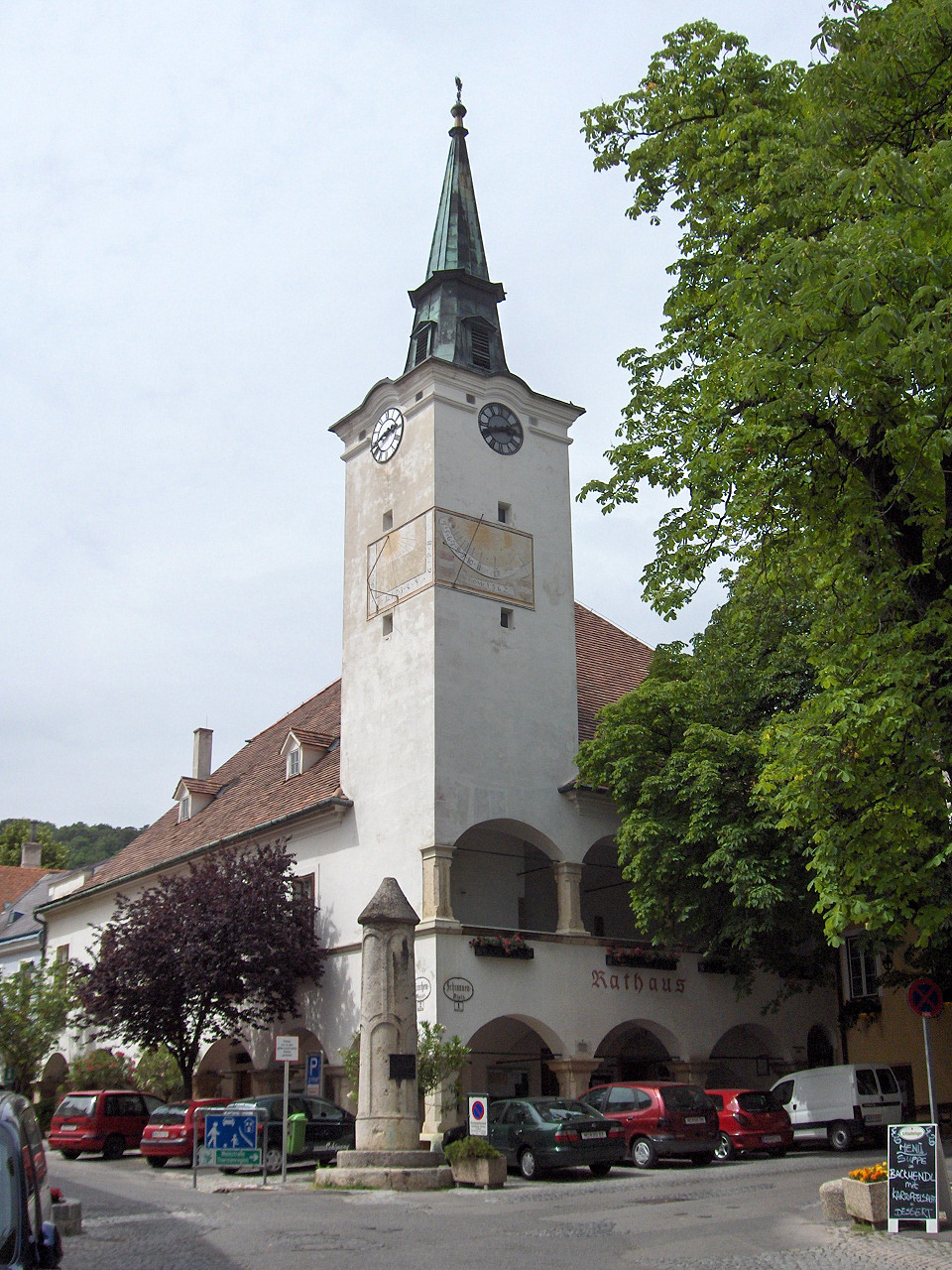
A városháza és a pellengér

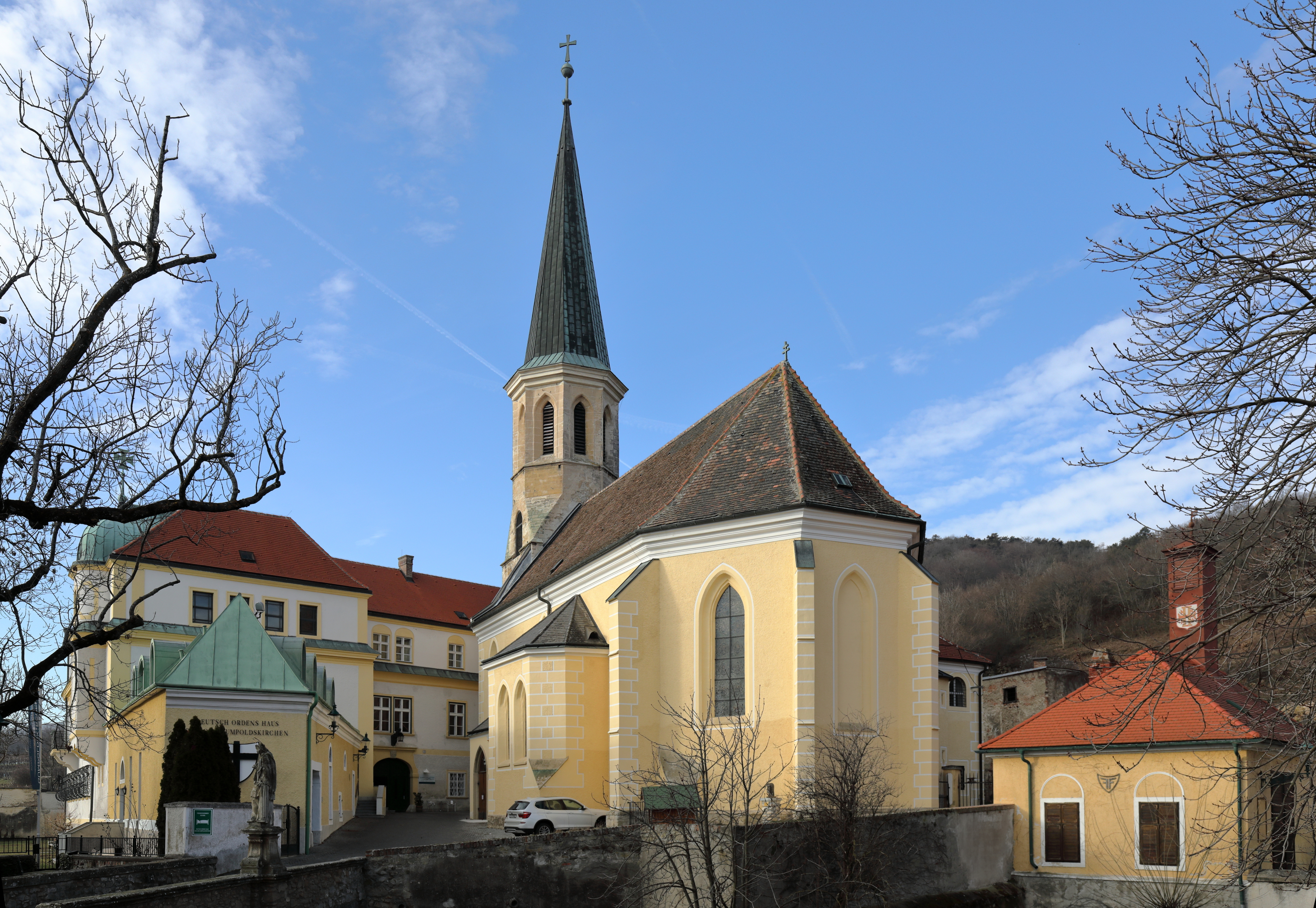
A Szt. Mihály-plébániatemplom

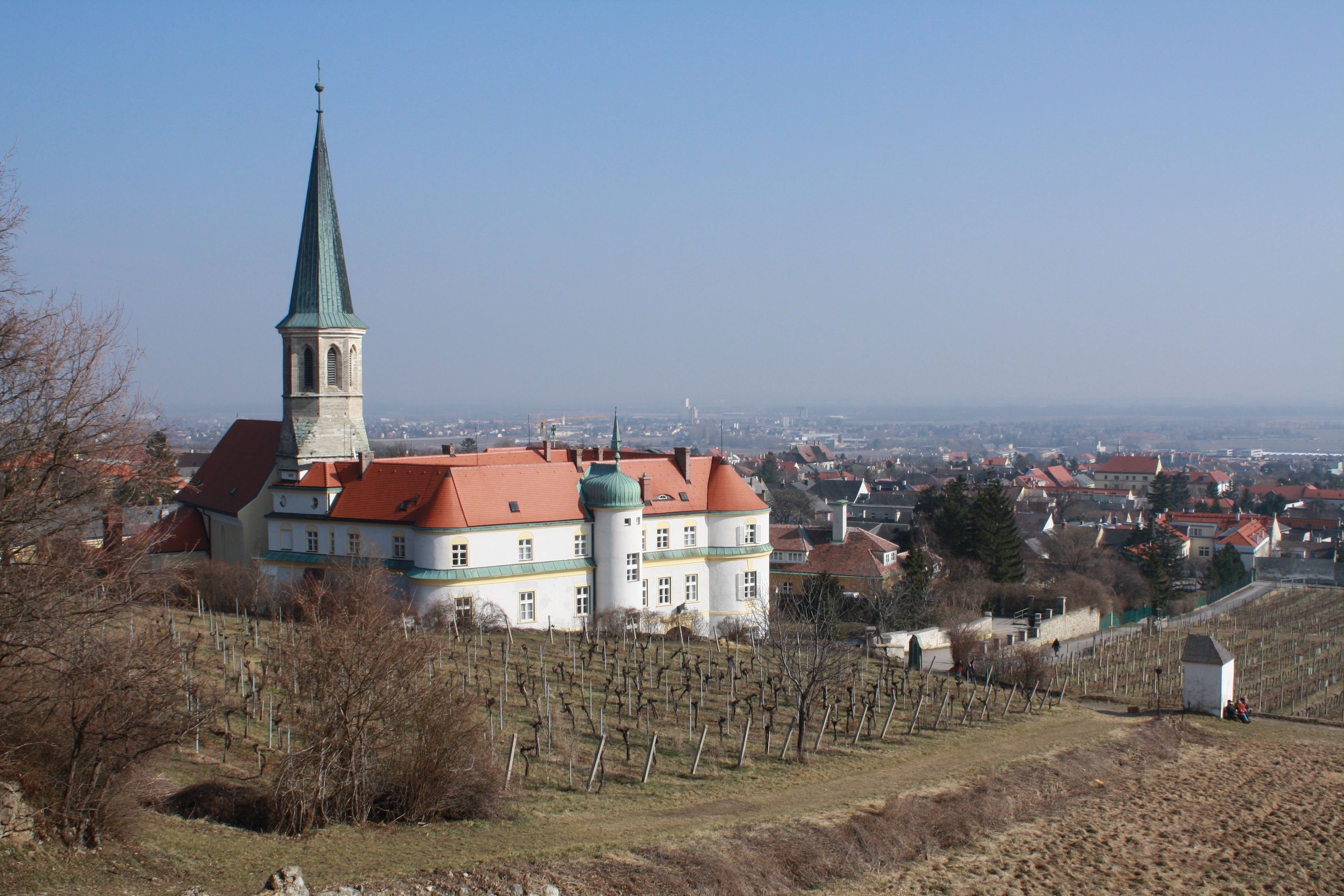
A Teuton lovagrend kastélya (és a templomtorony)

Gumpoldskirchen a tartomány Industrieviertel régiójában fekszik, a Bécsi-medence és a Bécsi-erdő határán. Legfontosabb folyóvize a Bécsújhelyi-csatorna. Területének 24,2%-a erdő, 21,2% áll mezőgazdasági művelés alatt. Az önkormányzathoz egyetlen település és katasztrális község tartozik. 
A környező önkormányzatok: nyugatra Gaaden, északkeletre Guntramsdorf, délkeletre Traiskirchen, délre Pfaffstätten.

## Története
Gumpoldskirchent 1140-ben említik először. Nevét Gumpold passaui püspökről kapta. A szőlőiről és boráról nevezetes település a 14. században mezővárosi jogokat kapott és bírói székhellyé vált. Bécs 1529-es török ostromakor elpusztult, a harmincéves háború dúlásait is megsínylette. 
1763-ban Mária Terézia eladta a települést a von Moser családnak. A 18. század végén megkezdődött az iparosítás. 1789-ben háromszintes selyemkészítő üzemet alapítottak Gumpoldskirchenben, amely működése csúcsán háromezer orsóval működött. 1822-től kreppszövetet is gyártott. Más üzemek (gombgyár, olajütő, papírgyár, ólomárugyár, bőrgyár) is működtek Gumpoldskirchenben, de mára közülük valamennyi bezárt; utoljára a bőrgyár az 1980-as években környezetszennyezési botrányok következtében. A szőlőültetvényeket 1884-ben a filoxéra elpusztította, de utána rezisztens fajtákkal újratelepítették őket. A mezőváros gazdaságának fejlődését segítette az 1803-ban átadott Bécsújhelyi-csatorna, valamint a már 1841-ben megnyitott Déli vasút. Gumpoldskirchennél épült az ország első, 156 méter hosszú vasúti alagútja. 
Az 1938-as Anschluss után a környező községek beolvasztásával létrehozták Nagy-Bécset; Gumpoldskirchen is a főváros 24. kerületéhez került. Függetlenségét 1954-ben nyerte vissza. 1945 áprilisának elején négy napos harcra került sor a német 6. páncéloshadsereg és a szovjet 3. Ukrán Front csapatai között és a település épületei súlyos károkat szenvedtek, elsősorban a tüzérségi tűztől. 
A helyi bortermelés súlyos válságát okozta az 1985-ben kirobbant glikolbotrány, miután kiderült, hogy számos osztrák borász mérgező dietilén-glikollal javította fel a bort. 

## Lakosság
A gumpoldskircheni önkormányzat területén 2022 januárjában 3968 fő élt. A lakosságszám 1971 óta gyarapodó tendenciát mutat. 2020-ban az ittlakók 89,1%-a volt osztrák állampolgár; a külföldiek közül 3,9% a régi (2004 előtti), 3,7% az új EU-tagállamokból érkezett. 1,9% az egykori Jugoszlávia (Szlovénia és Horvátország nélkül) vagy Törökország, 1,4% egyéb országok polgára volt. 2001-ben a lakosok 70,9%-a római katolikusnak, 5,8% evangélikusnak, 1,4% ortodoxnak, 2,9% mohamedánnak, 16,2% pedig felekezeten kívülinek vallotta magát. Ugyanekkor a legnagyobb nemzetiségi csoportokat a németek (90,7%) mellett a törökök (1,5%), a horvátok (1,5%) és a magyarok (1,1%) alkották.
A népesség változása:

| 2016 | 3 840 |
| 2018 | 3 899 |

## Látnivalók
- a Szt. Mihály-plébániatemplom
- a Teuton lovagrend kastélya
- az 1559-ben épült reneszánsz városháza és az előtte 1563-ban felállított pellengér.
- a 16. századi épületek, a Bergerhaus, a volt céhház és a volt Fekete Sas fogadó (ma étterem)
- a tűzoltómúzeum
- a Dreidärrischenhöhle, a Bécsi-erdő legnagyobb barlangja

## Fordítás
- Ez a szócikk részben vagy egészben  a   Gumpoldskirchen című német Wikipédia-szócikk ezen változatának fordításán alapul.  Az eredeti cikk szerkesztőit annak laptörténete sorolja fel. Ez a jelzés csupán a megfogalmazás eredetét és a szerzői jogokat jelzi, nem szolgál a cikkben szereplő információk forrásmegjelöléseként.